# Санта-Роса (Каука)
Санта-Роса (исп. Santa Rosa) — город и муниципалитет на юго-западе Колумбии, на территории департамента Каука. Входит в состав Южной провинции.

## История
Поселение, из которого позднее вырос город, было основано в 1870 году. Муниципалитет Санта-Роса был выделен в отдельную административную единицу в 1872 году.

## Географическое положение
Город расположен в южной части департамента, в горной местности Центральной Кордильеры, на правом берегу реки Какеты, на расстоянии приблизительно 80 километров к югу от города Попаян, административного центра департамента. Абсолютная высота — 1727 метров над уровнем моря.
Муниципалитет Санта-Роса граничит на северо-западе с территориями муниципалитетов Сан-Себастьян и Боливар, на юго-востоке — с муниципалитетом Пьямонте, на северо-востоке — с территорией департамента Уила, на юге — с территорией департамента Путумайо, на западе — с территорией департамента Нариньо. Площадь муниципалитета составляет 3198 км².

## Население
По данным Национального административного департамента статистики Колумбии, совокупная численность населения города и муниципалитета в 2015 году составляла 10 480 человек.
Динамика численности населения муниципалитета по годам:
| 2005 | 2006 | 2007 | 2008 | 2009 | 2010 | 2011   | 2012   | 2013   | 2014   | 2015   |
| ---- | ---- | ---- | ---- | ---- | ---- | ------ | ------ | ------ | ------ | ------ |
| 9579 | 9652 | 9733 | 9811 | 9891 | 9983 | 10 076 | 10 182 | 10 284 | 10 380 | 10 480 |

Согласно данным переписи 2005 года мужчины составляли 51,5 % от населения Санта-Росы, женщины — соответственно 48,5 %. В расовом отношении белые и метисы составляли 71,7 % от населения города; индейцы — 24,9 %; негры, мулаты и райсальцы — 3,4 %.
Уровень грамотности среди всего населения составлял 86,2 %.

## Экономика
Большинство населения занято в сельском хозяйстве.